# Hydrillodes obscurior
Hydrillodes obscurior là một loài bướm đêm trong họ Noctuidae.